# Une histoire d'amour et de ténèbres (film)
Pour les articles homonymes, voir Une histoire d'amour et de ténèbres.
Pour plus de détails, voir Fiche technique et Distribution.
Une histoire d'amour et de ténèbres (A Tale of Love and Darkness) est un film israélien historique et dramatique réalisé par Natalie Portman, sorti en 2015. Il s'agit de l'adaptation du roman du même nom publié en 2004 de Amos Oz. Écrit par Natalie Portman, elle participe également au film en tant qu'actrice avec Gilad Kahana et Amir Tessler. Le film traite de l'éducation d'un migrant européen en Palestine à l'aube de la création de l'État d'Israël. Natalie Portman et Gilad Kahana interprètent les parents d'Amos Oz, respectivement Fania et Arieh Oz. Amos Oz est lui interprété par Amir Tessler. Il s'agit du premier long  métrage intégralement réalisé par la cinéaste. Ce film a la particularité d'avoir été réalisé par une femme dans une industrie essentiellement composée d'hommes. En France, le film reçoit une majorité de critiques négatives [réf. nécessaire] et aux États-Unis la critique est mitigée même si le film est plutôt bien accueilli par le public. Présenté au Festival de Cannes en 2015 lors d'une séance spéciale, il concourt pour obtenir la Caméra d'or.

## Synopsis

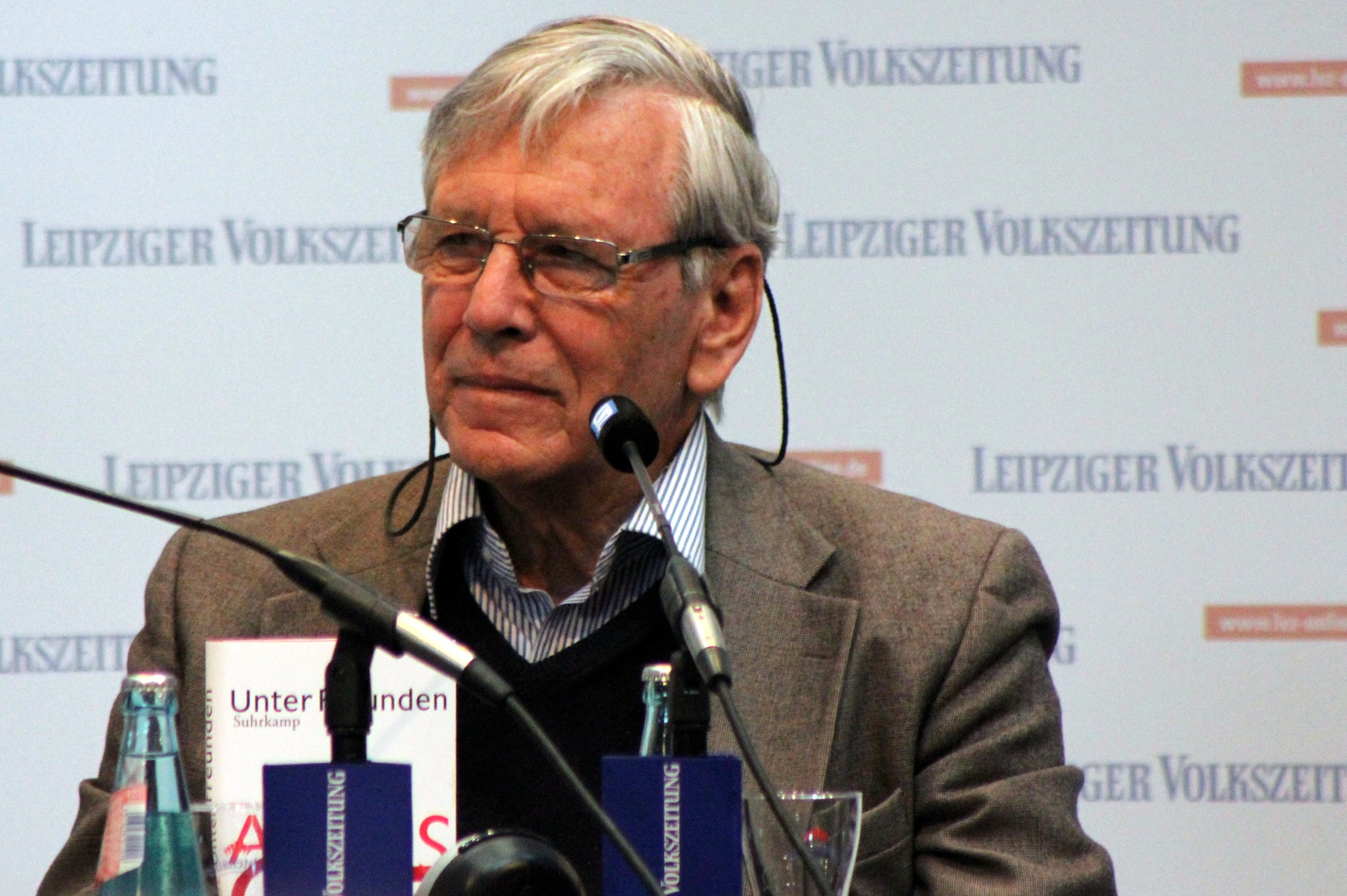
L'histoire se base sur le roman autobiographique éponyme d'Amos Oz.

L'histoire du film débute en 1945, l'année de la fin de la Seconde Guerre mondiale, juste avant la Guerre israélo-arabe de 1948-1949. Une famille juive d'Europe migre vers la Palestine encore mandataire du Royaume-Uni afin d'éviter les persécutions. Le couple de Fania et d'Arieh Oz ne s'entend plus. Tandis qu'Arieh est plutôt confiant pour son avenir, Fania est traumatisée par la guerre et l'exil. Tous les deux ne restent ensemble que grâce à leur fils de 10 ans, Amos. Il découvre la poésie et la littérature selon un certain point de vue, expliqué par sa mère. Au fil du temps, constatant que la nouvelle vie dont elle rêvait ne voit pas le jour, Fania devient de plus en plus triste et finit même par se suicider, laissant à son fils une certaine vision de la littérature qui l'influencera dans ses écrits toute sa vie. L'histoire se termine en 1953, cinq ans après la proclamation de l'État d'Israël, quand Amos, maintenant âgé de 18 ans, s'en va habiter dans un kibboutz.

## Fiche technique
Sauf indication contraire, les informations mentionnées dans cette section peuvent être confirmées par la base de données cinématographiques IMDb,  présente dans la section « Liens externes ».
- Titre : Une histoire d'amour et de ténèbres
- Titre original : A Tale of Love and Darkness
- Titre hébreu : Sipour al ahava va'khoshekh
- Réalisation : Natalie Portman
- Scénario : Natalie Portman
- Décors : Arad Sawat
- Costumes : Li Alembik[2]
- Photographie : Slawomir Idziak
- Son : Niv Adiri
- Montage : Andrew Mondshein
- Musique : Nicholas Britell
- Production : Natalie Portman, Ram Bergman, David Mandil
  - production exécutive : Tamir Kfir
  - production déléguée : Nicolas Chartier
  - coproduction : Hezi Bezalel, Omri Bezalel, Nikos Karamigios, Dominic Rustam
- Sociétés de production : Movie Plus Productions, Ram Bergman Productions
- Société de distribution : Voltage Pictures
- Pays d'origine :  Israël
- Langue originale : hébreu
- Format : couleur  — 2,35:1
- Genre : drame, historique
- Durée : 98 minutes
- Dates de sortie :
  -  France : 16 mai 2015 au Festival de Cannes
  -  Israël : 3 septembre 2015
  -  États-Unis : 19 août 2016[3]
- Classification :
  - États-Unis : PG-13

## Distribution
Sauf indication contraire, les informations mentionnées dans cette section peuvent être confirmées par la base de données cinématographiques IMDb,  présente dans la section « Liens externes ».
- Natalie Portman (VF : Sylvie Jacob) : Fania Klausner né Mussman
- Gilad Kahana (VF : Xavier Thiam) : Arieh Klausner
- Amir Tessler : Amos Klausner
- Makram Khoury : Halawani
- Ohad Knoller : Israel Zarchi
- Dina Doron (VF : Yvette Petit) :  Grand-mère Klausner
- Asia Naifeld (VF : Daniela Labbé Cabrera) : Lilenka
- Alexander Peleg : Amos Oz âgé
- Moni Moshonov : Voix de Amos Oz âgé

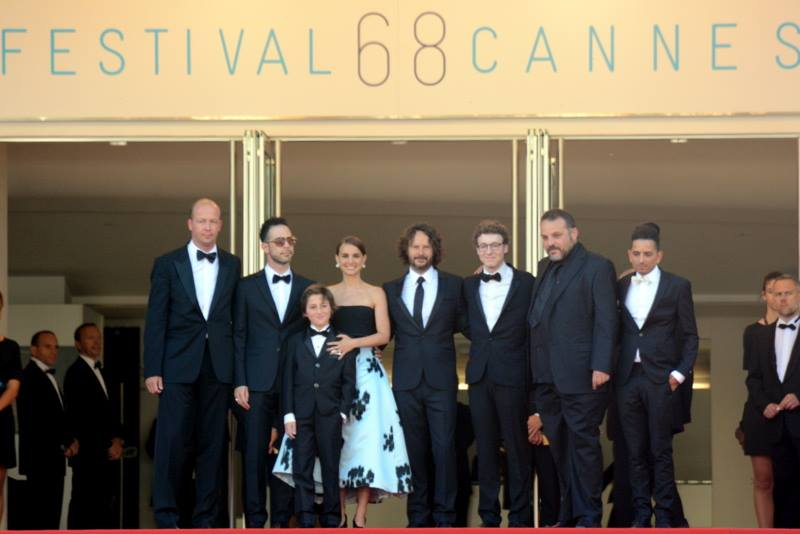
Distribution et équipe du film au Festival de Cannes.

## Production
Sauf indication contraire, les informations mentionnées dans cette section peuvent être confirmées par la base de données cinématographiques IMDb,  présente dans la section « Liens externes ».
J'ai entendu tellement d’histoires sur mes grands-parents. Leur rapport aux livres, l’apprentissage d’une nouvelle langue -l’hébreu- leur rapport avec Israël et l’Europe… J’ai senti quelque chose de familier que j’ai décidé d’explorer.

Lorsque l'actrice Natalie Portman lit le livre Une histoire d'amour et de ténèbres en 2008, cela lui donne envie de l'adapter au cinéma car il est émouvant, bien écrit et parce que son histoire lui est familière. Le producteur israélien Ram Bergman rencontre Natalie Portman, sachant qu'elle est déjà en train de travailler sur son film, il lui demande de rejoindre le projet car il est un admirateur de l'écrivain Amos Oz. En 2013, le producteur David Mandil s'ajoute au projet. Le budget estimé alloué au film est de 4 000 000$. Le tournage du film débute en mars 2014 et dure une quarantaine de jours.

Les principaux lieux de tournage du film
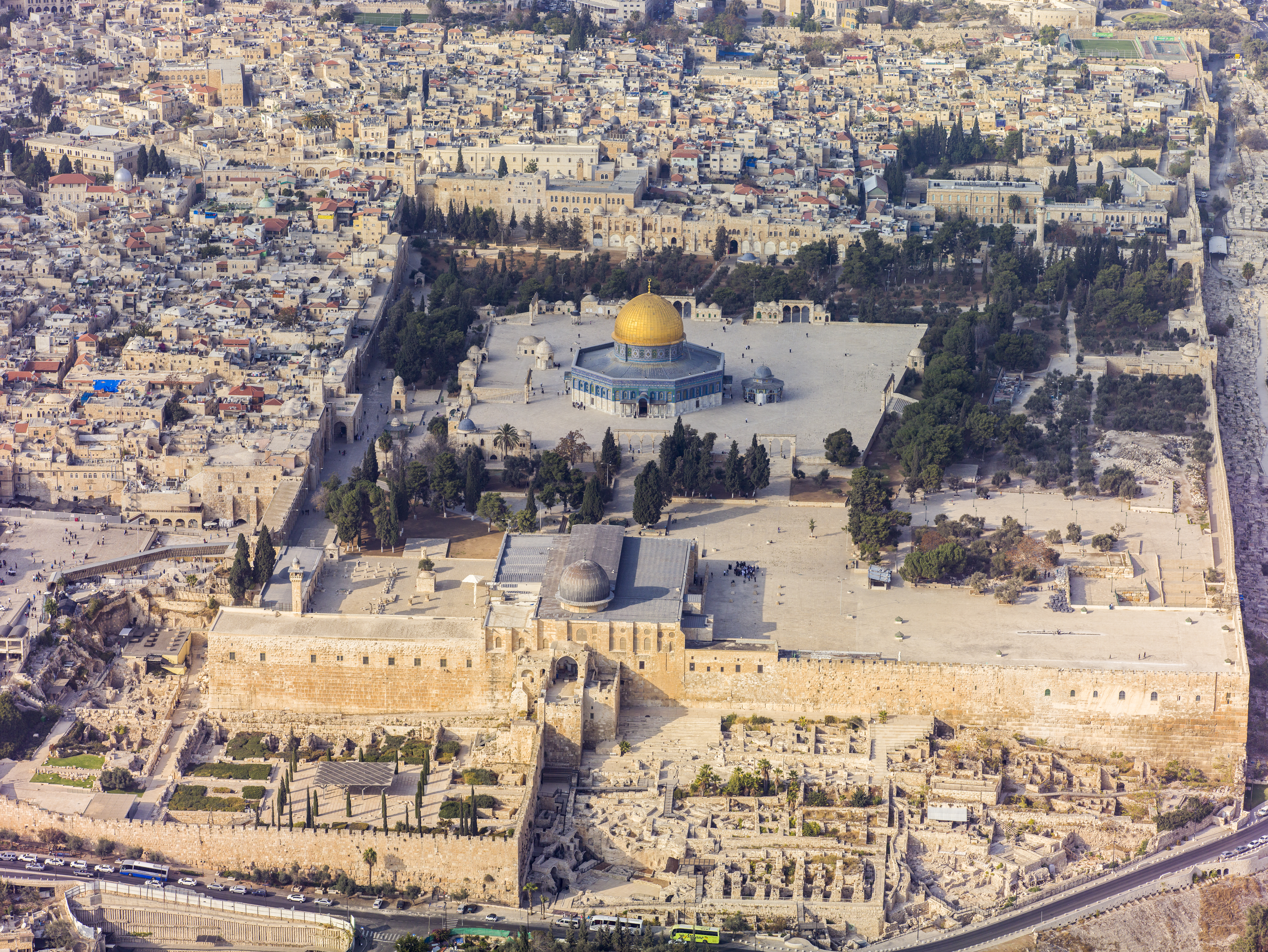
Jérusalem
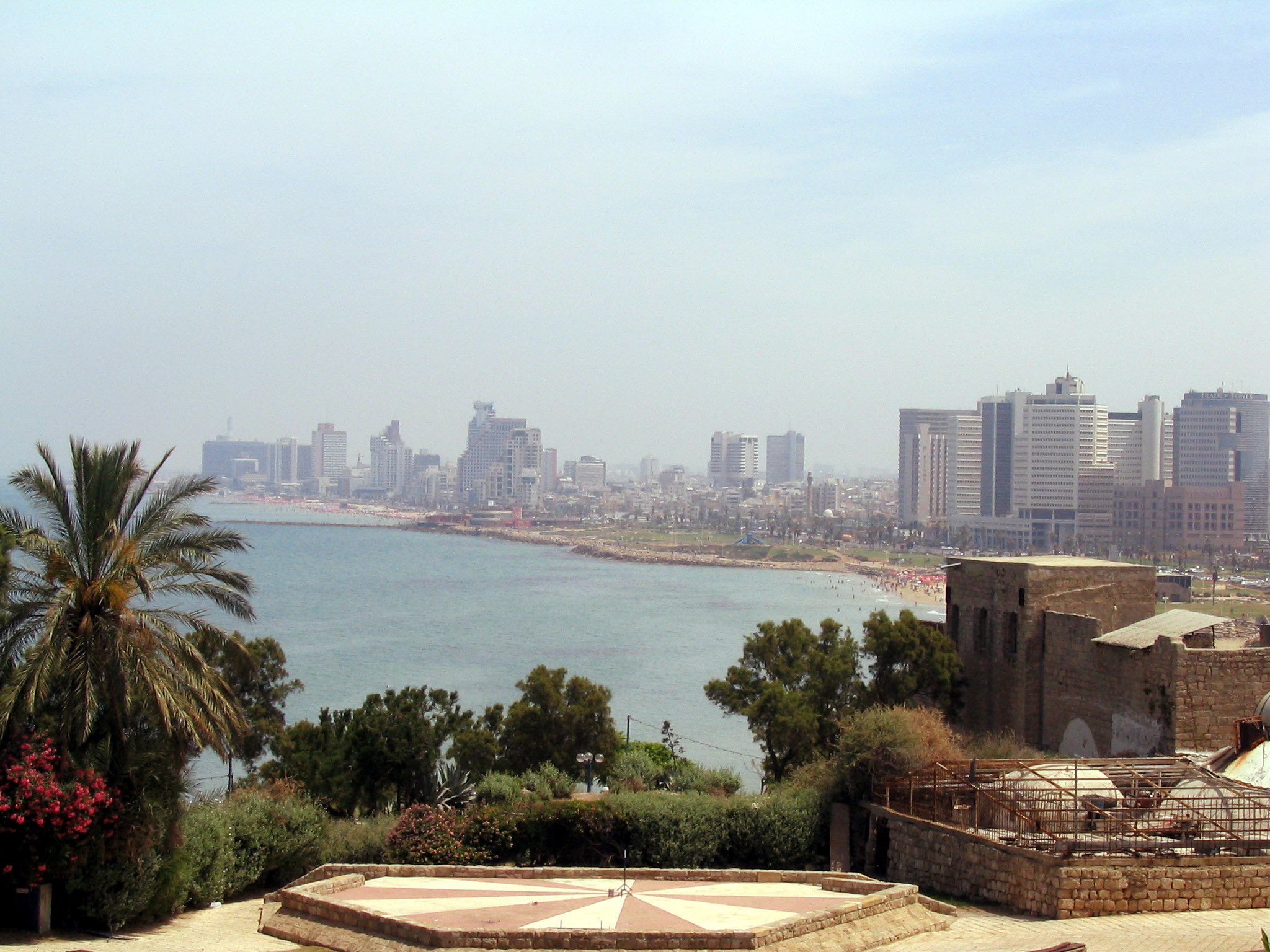
Tel Aviv
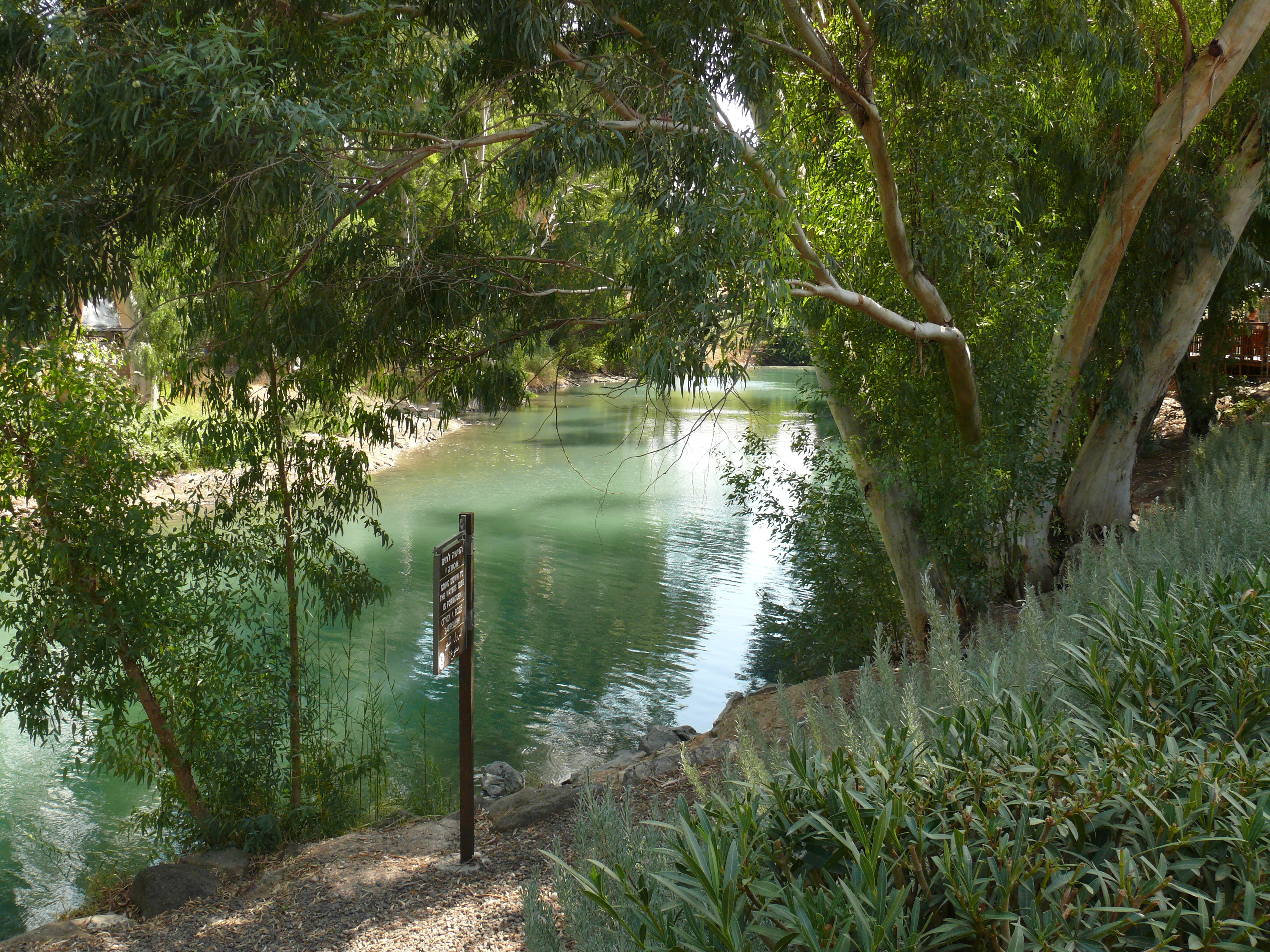
Jordan River
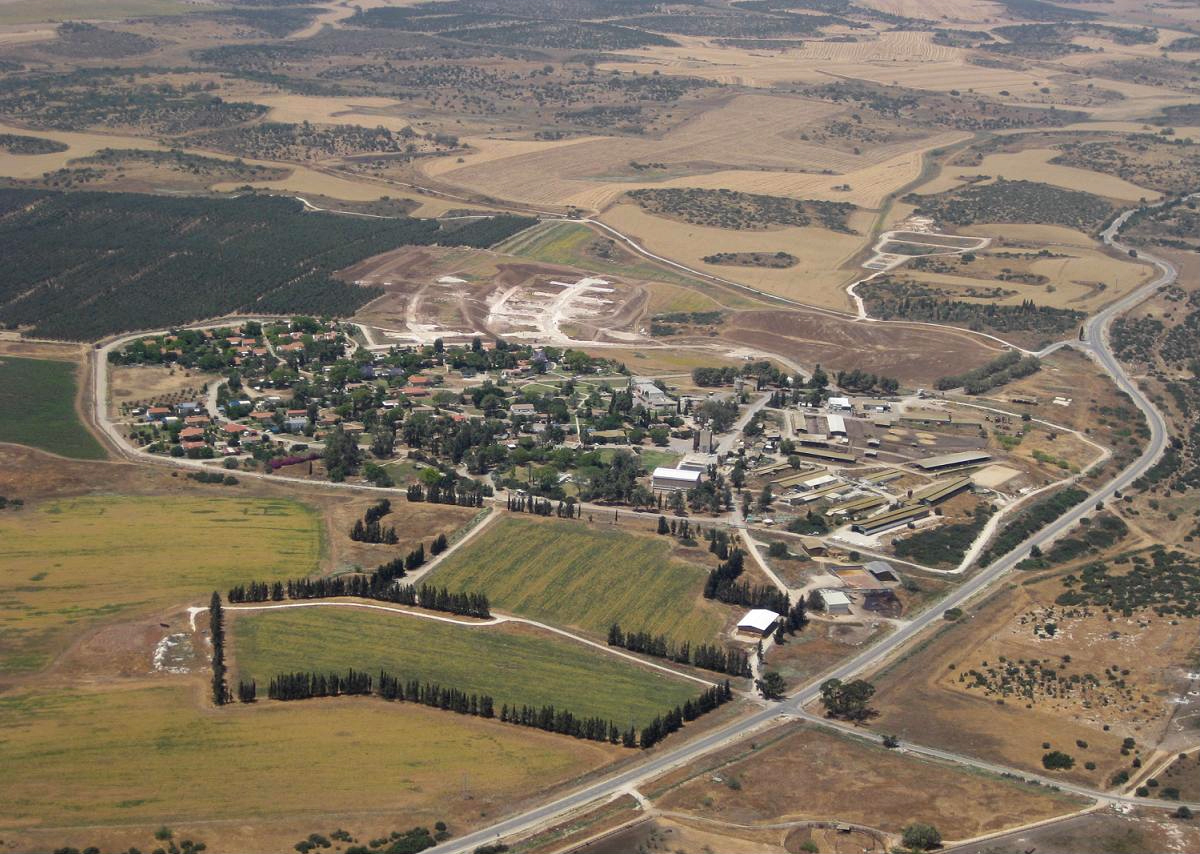
Beit Nir

## Bande originale
Le compositeur de la bande originale est Nicholas Britell. La musique du film est disponible le 3 septembre 2015 auprès du label Editions Milan Music.
Liste des titres
| 1.    | Opening Music                      | 3:04 |
| 2.    | Women's Dance from Aleko (Excerpt) | 1:51 |
| 3.    | La mer                             | 3:21 |
| 4.    | Swing Sequence                     | 1:15 |
| 5.    | The Monk's Tale                    | 1:31 |
| 6.    | Main Theme in F# / Poème in F#     | 2:42 |
| 7.    | The Soldier's Tale                 | 1:26 |
| 8.    | War Footage                        | 1:48 |
| 9.    | Post-War Jerusalem                 | 1:17 |
| 10.   | Arieh Goes Out                     | 0:52 |
| 11.   | Amos Sees Arieh                    | 1:13 |
| 12.   | Pioneer On the Mountain            | 1:50 |
| 13.   | Cossack Lullaby (Traditional)      | 0:38 |
| 14.   | Emunah V'omanut                    | 1:41 |
| 15.   | Dance of Death (Gavotte)           | 4:13 |
| 16.   | Toccata                            | 5:12 |
| 33:54 |                                    |      |

## Accueil
Promotion
La première représentation du film se tient le 3 septembre 2015 à Jérusalem en Israël. La réalisatrice du film a convié à la cérémonie l'ancien président d'Israël Shimon Peres et le maire actuel de Jérusalem Nir Barkat mais l'écrivain Amos Oz n'a pas pu y assister. La première bande-annonce du film est diffusée le 12 août 2015 en hébreu,. La seconde bande-annonce est mise en ligne le 2 août 2016,.
Sortie
Le film sort au cinéma aux États-Unis le 19 août 2016 mais est projeté dans uniquement deux salles. La sortie en France n'est pas encore programmée.
Accueil critique
Le score du film obtenu sur la plate-forme Metacritic est de 55, ce qui situe le film dans des notes moyennes. Cette note est fondée sur 24 critiques journalistiques.
Box-office
Pour sa première semaine d'exploitation, le film récolte 36 000$ de recettes,.
| Pays ou région | Box-office | Date d'arrêt du box-office | Nombre de semaines |
| -------------- | ---------- | -------------------------- | ------------------ |
| États-Unis     | 572 212 $  | 6 octobre 2016             | 7                  |
| Brésil         | 583 $      | 22 mai 2016                | 2                  |
| Finlande       | 10 572 $   | 20 décembre 2015           | 2                  |
| Portugal       | 2 973 $    | 27 mars 2016               | 2                  |
| Corée du Sud   | 20 062 $   | 9 avril 2016               | 17                 |

## Nominations et sélections
Sauf indication contraire, les informations mentionnées dans cette section peuvent être confirmées par la base de données cinématographiques IMDb,  présente dans la section « Liens externes ».
Nominations
- Festival de Cannes 2015 : Caméra d'or
- Cinema for Peace Awards : Film de l'année (Most Valuable Movie of the Year)

## Analyse
Personnages
Le personnage d'Amos est un jeune garçon observateur et attentionné envers sa mère. Son père, Arieh, est un homme intelligent mais dont la carrière a été mise de côté lors de la fuite de la famille d'Europe. Il souhaite que son fils devienne un génie. Fania, la mère d'Amos est une femme appréciant son fils mais qui est déçue de la vie car elle ne mène pas celle qu'elle idéalisait, c'est-à-dire une vie romantique inspirée par son approche littéraire du monde. Les deux parents sont ainsi en désaccord sur la vision de la vie, ce qui conduit Fania au désespoir. Son fils, incapable d'empêcher sa mère d'agir, est contraint de lui faire ses adieux.

## Autour du film
Contexte de tournage
Durant le tournage qui se déroule près de lieux de culte juifs, des membres de la communauté juive orthodoxe de Jérusalem saccagent des locaux de l'équipe du film. A travers une lettre rédigée dans le journal The Times of Israel adressée à Natalie Portman, des juifs orthodoxes accusent la réalisatrice de provoquer une arrivée massive de personnes étrangères. Pour cela, la réalisatrice adresse une plainte à la député maire de la ville Rachel Azaria. Cette dernière déclare qu' « il y a une tension constante entre le désir de célébrer la diversité de Jérusalem et les revendications de groupes extrêmes qui s'y opposent. » Malgré ce contexte conflictuel, la réalisatrice décide de continuer à tourner le film dans la ville.